# Попытка (регби)
Попытка (англ. try) — результативное действие во всех разновидностях регби-футбола (регби-15, регби-7 и регбилиг), которое приносит очки команде. Попытка официально фиксируется (или «заносится»), когда игрок приземляет мяч в зачётном поле («зачётке») команды противника, о стойку ворот противника или её защитное покрытие. Название «попытка» уходит корнями в выражение «попытка забить гол» (англ. try at goal), поскольку на заре регби-15 попытка не приносила очков, а лишь давала право команде пробить по воротам противника. 
В классическом регби и регби-7, как правило, попытка приносит 5 очков команде, а в регбилиг попытка стоит всего 4 очка. Команда, занёсшая попытку, получает право на реализацию — удар по воротам с линии, параллельной боковой линии поля и пересекающей ту точку, где была занесена попытка. Успешная реализация приносит команде ещё два очка. В американском и канадском футболе аналогом попытки считается тачдаун, в котором игрок должен одновременно с мячом коснуться зачётного поля (приносит 6 очков). В регби же термин «тачдаун» применяется для описания ситуации, когда от игрока обороняющейся команды мяч касается её же зачётного поля.

## Занос попытки

### Общие правила
В регби-15 и регби-13 применяются следующие правила заноса:
- Игрок, заносящий попытку, должен находиться в пределах поля, а не за его пределами (т.е. не в ауте). При этом части тела, находящиеся в воздухе над границами поля, не считаются находящимися за пределами поля.
- Приземление мяча может осуществляться на линии ворот (отделяет зачётную зону от 22-метровой зоны), но не на линиях аута и аута зачётного поля.
- Мяч либо необходимо удерживать в руках и коснуться им собственно зачётного поля, либо накрыть лежащий в зачётном поле мяч рукой или верхней частью туловища между шеей и грудью.
- Если была зафиксирована игра вперёд, то судья не засчитывает попытку. Попытка засчитывается, если игрок своими действиями показывал, что намерен приземлить мяч в зачётной зоне, и не выпускал его из рук вплоть до момента касания. Приземление мяча может быть мгновенным.
- Если игрок упадёт на землю, не войдя в зачётную зону, но по инерции сумеет коснуться мячом зачётки или линии ворот, попытка засчитывается.

### Особенности в регби-15
- Мяч можно приземлить в зачётке противника двумя способами: 1) игрок держит мяч в руках и просто касается им зачётного поля без лишних усилий; 2) мяч лежит в зачётном поле, и игроку необходимо надавить на мяч руками или верхней частью туловища. Попытка будет засчитана, если игрок атакующей команды приземлит мяч раньше, чем игрок обороняющейся команды. Если трудно установить, кто первым приземлил мяч, то судья назначает схватку в 5-метровой зоне в пользу атакующей команды.
- Если игрок находится на линии аута или линии аута зачётного поля (не на линии ворот) и не держит мяч, то он может занести попытку, приняв мяч и приземлив его в зачётном поле.
- Стойки регбийных ворот (их основания) считаются частью линии ворот, и если игрок коснётся их мячом, то ему тоже будет засчитана попытка.
- Во время схватки если мяч пересечёт линию ворот, то игрок может его приземлить: правила проведения схваток не действуют, если игрок заступил в зачётку.
- Если игрока захватили недалеко от линии ворот, но он вытянул руку и положил мяч в зачётку или на линию ворот, попытка засчитывается. Важно отметить, что в регбилиг подобное запрещается, а атакующий игрок наказывается штрафным.
- Если есть видеосудья, то главный арбитр может проконсультироваться с ним по поводу того, засчитывать попытку или нет. По текущим правилам видеоповторы могут использоваться только для проверки того, был ли мяч правильно приземлён, был ли мяч или игрок с мячом в ауте или был ли фол во время занесения попытки.

### Особенности в регби-13

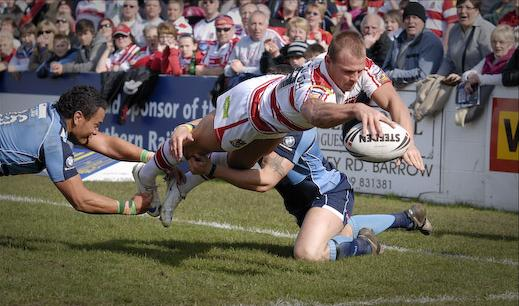
Попытка в исполнении Шона Эйнскага

- Согласно правилам регбилиг, на мяч при приземлении попытки должно оказываться какое-то давление.
- Если атакующий и защитник приземлили мяч одновременно, попытка всё равно засчитывается.
- Если игрок захвачен противником недалеко от зачётного поля, он не имеет права тянуться с мячом к зачётке. Это расценивается как «двойное движение» и наказывается штрафным, а попытка не засчитывается.
- Если игрок находится в ауте и не владеет мячом, то он не имеет права касаться мячом зачётной линии. Попытка не засчитывается.
- Если схватка перешла в зачётное поле, то попытка там не засчитывается. Но если мяч оказался уже не под схваткой, игрок может подобрать его и с помощью схватки уже занести мяч.
- Если судья на поле не может принять решение по тому, засчитывать ли попытку или нет, он имеет право обратиться к видеоповтору. Видеосудья может либо подтвердить решение судьи, или найти аргумент в пользу того, что решение надо изменить. Если видеоповтор не может дать однозначный ответ на вопрос, то первоначальное решение судьи остаётся в силе. После просмотра видеоповтора судья либо показывает с помощью рук букву T (попытка засчитана), либо скрещивает руки на груди (попытка не засчитана).

## Стоимость
Попытка в регби-15 и регби-7 стоит 5 очков, в регбилиг — 4 очка. В регбилиг занос попытки является основным способом набора очков в связи с тем, что голы в ворота приносят намного меньше очков, к тому же владение мячом создаёт все благоприятные условия. После образования регбилиг попытка изначально стоила 3 очка, но с 1983 года она оценивается в 4 очка. В классическом регби ставка делается на голы по воротам в связи с их более высокой стоимостью и крайней важностью навыков игры в обороне. В разное время стоимость попытки в регби-15 менялась: если на заре игры попытка вообще не приносила очков, то в наши дни она даёт 5 очков.
В Премьер-дивизионе Уэльса 2015/2016 по инициативе World Rugby и Валлийского регбийного союза были введены несколько изменений в правила регби, одним из которых было присуждение 6 очков за попытку. Однако расчёт на то, что игра станет более динамичной, не оправдался, и на следующий сезон был восстановлен прежний регламент.

## Штрафная попытка
Если одна команда нарушает правила и тем самым срывает попытку другой команды, то судья может вознаградить атаковавшую команду штрафной попыткой — она присуждается автоматически как занесённая прямо по центру, что упрощает проведение реализации до предела. Судья, изучая ситуацию, должен принять решение — была ли в данном случае сорвана «неизбежная» попытка или нет. В регби-15 судья не обязательно может быть уверен в том, что попытку бы занесли; в регбилиг судья присуждает штрафную попытку в том случае, если именно из-за нарушения правил со стороны обороняющейся команды попытку занести не удалось.
В регбилиг в случае, если обороняющаяся команда нарушает правила непосредственно в момент приземления мяча в своей зачётной зоне, атакующей команде присуждается не 4, а 8 очков за попытку (она при этом не является штрафной попыткой). После подобной попытки следует реализация по тем же правилам, что и обычная реализация, а затем и штрафной удар по воротам. В регби-15 нарушение правил после попытки наказывается штрафным ударом.

## Реализация

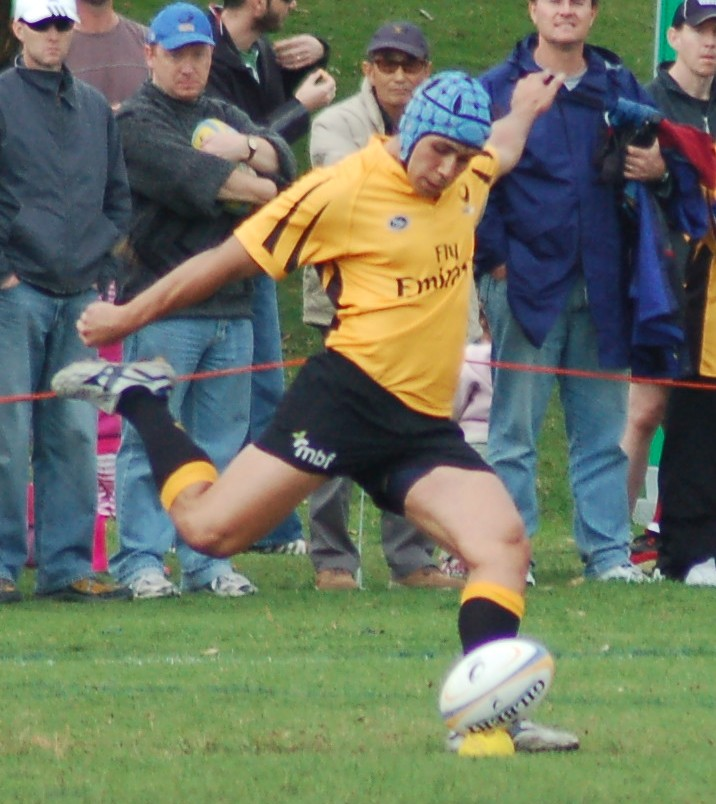
Скотт Дарада проводит реализацию

После заноса попытки отличившаяся команда получает право на реализацию. Мяч устанавливается на линии, параллельной боковой линии поля и пересекающей ту точку, в которой был произведён занос. Расстояние от мяча до ворот может быть любым, но мяч должен стоять именно на этой линии. В случае успеха команда зарабатывает дополнительные 2 очка (в классическом регби, таким образом, команда может заработать от 5 до 7 очков, в регбилиг — от 4 до 6 очков). Мяч при реализации должен перелететь через перекладину ворот, но пролететь между штангами. Реализация может быть как с земли (мяч устанавливается на специальную подставку), так и с ходу (так называемый дроп-кик). В регби-7 и регбилиг-9, однако, реализации проводятся с ходу и внешне напоминают дроп-голы.
Отсчёт времени не прекращается, когда идёт подготовка к удару и его исполнение. На некоторых турнирах в регбилиг у команды есть всего 25 секунд на то, чтобы подготовиться и провести удар, однако команда может и отказаться от реализации, если считает это нужным. Для упрощения реализации игрок может пробежать ещё некоторое расстояние по зачётке и положить мяч так, чтобы он был ближе как можно к центру; однако при этом риск того, что соперник захватом сорвёт попытку, многократно возрастает.

## Хронология правила о попытках

Поле для игры в регбилиг: зачётная зона находится между линиями попытки (try line) и «мёртвого мяча» (dead ball line)

Изначально в регби главной целью были именно голы между штангами и над перекладинами. Попытка отмечалась в протоколе, если игрок приземлял мяч в зачётке противника, но на первых турнирах за неё не присуждались очки вообще. Атакующая команда получала право пробить по воротам, и при этом ударе противник не мог мешать атакующей команде. Попытка в случае успеха преобразовывалась в гол. В современном регби попытка ценится намного больше, чем гол, и поэтому многие лучшие бомбардиры в регби по очкам набирают очки именно благодаря попыткам. В регбилиг и регби-15 реализация считается скорее как бонус к попытке, но именно эти очки в реализации могут предопределить исход матча, поэтому в регби высоко ценятся и бьющие. С 1979 года реализация и попытка разделены на отдельные способы набора очков: ранее реализованная попытка называлась «гол с попытки» (англ. goal from a try), а попытки без реализации не отмечались, но после этого решения бьющие и заносящие попытки игроки получают отдельные очки за свои действия.